# Чехов, Юрий Викторович
Юрий Викторович Чехов (11 ноября 1947 года, Сталинград, СССР) — председатель ГорСовета народных депутатов Волгограда (1990—1992), Глава городской администрации/мэр города Волгограда (1992—2003).

## Биография
Родился 11 ноября 1947 года в Сталинграде. В 1976 году закончил Волгоградский политехнический институт по специальности «инженер-механик». Трудовую деятельность начал в 1964 году слесарем на Волгоградском заводе «Баррикады». Работал главным инженером, 1981—1988 годах — директором Волгоградского областного автотранспортного предприятия.
В 1988—1991 годах — председатель исполкома Советского районного Совета г. Волгограда.
В 1990 году был избран председателем городского Совета народных депутатов (ГорСовета). В 1992 году был назначен главой Администрации г. Волгограда. В декабре 1993 года был избран депутатом Совета Федерации Федерального Собрания РФ первого созыва (1993—1995 гг.), являлся членом Комитета Совета Федерации по вопросам безопасности и обороны. Избирался членом Федерального совета Партии российского единства и согласия (1994), но активного участия в её деятельности не принимал.
В октябре 1995 года был избран главой Администрации г. Волгограда при поддержке блока «За народовластие и социальную справедливость». В октябре 1999 года вновь победил на выборах мэра города.
В июне 2003 года подал в отставку и был освобождён от должности мэра Волгограда. После отставки возглавил многопрофильный бизнес, управляемый компанией «Ритм», в которую входит около 15 предприятий.
Ю. В. Чехов является одним из инициаторов создания и руководителей Союза российских городов и Ассоциации городов Юга России, президентом международной ассоциации породненных городов.
Член партии «Единая Россия».

## Награды
- Орден Почёта
- Почётная грамота Правительства Российской Федерации (31 октября 1997) — за большой личный вклад в социально-экономическое развитие города Волгограда и многолетний добросовестный труд